# Moustafa Aboul Dahab
Moustafa Aboul Dahab (ur. 15 grudnia 1961) – egipski piłkarz grający na pozycji prawego obrońcy. W swojej karierze rozegrał 1 mecz w reprezentacji Egiptu.

## Kariera klubowa
W swojej karierze piłkarskiej Dahab grał w klubie Al-Masry Port Said, w którym zadebiutował w 1983 roku i w którym grał do 1992 roku.

## Kariera reprezentacyjna
W reprezentacji Egiptu Dahab zadebiutował 2 marca 1986 w przegranym 0:1 towarzyskim meczu z Rumunią, rozegranym w Aleksandrii i był to jego jedyny rozegrany mecz w kadrze narodowej. W 1986 roku został powołany do kadry na Puchar Narodów Afryki 1986. Z Egiptem wywalczył mistrzostwo Afryki, jednak na tym turnieju nie zagrał ani razu.